# ハイドロゾル
- ハイドロゾル
- ヒドロゾル

ハイドロゾル（英: hydrosol） は、「固体粒子が分散している安定な懸濁液」を意味する。固体の分散粒子が液体の分散媒に浮遊するコロイド分散系で、流動性に富む場合を「ゾル」といい、水を分散媒とするものをハイドロゾルという。ハイドロゾルは、「水の、液体の、流体の」を意味する連結形の「ハイドロ」（英：hydro‐）と、「ゾル」を繋げた造語である。芳香蒸留水を指す言葉としても用いられる。

## 芳香蒸留水

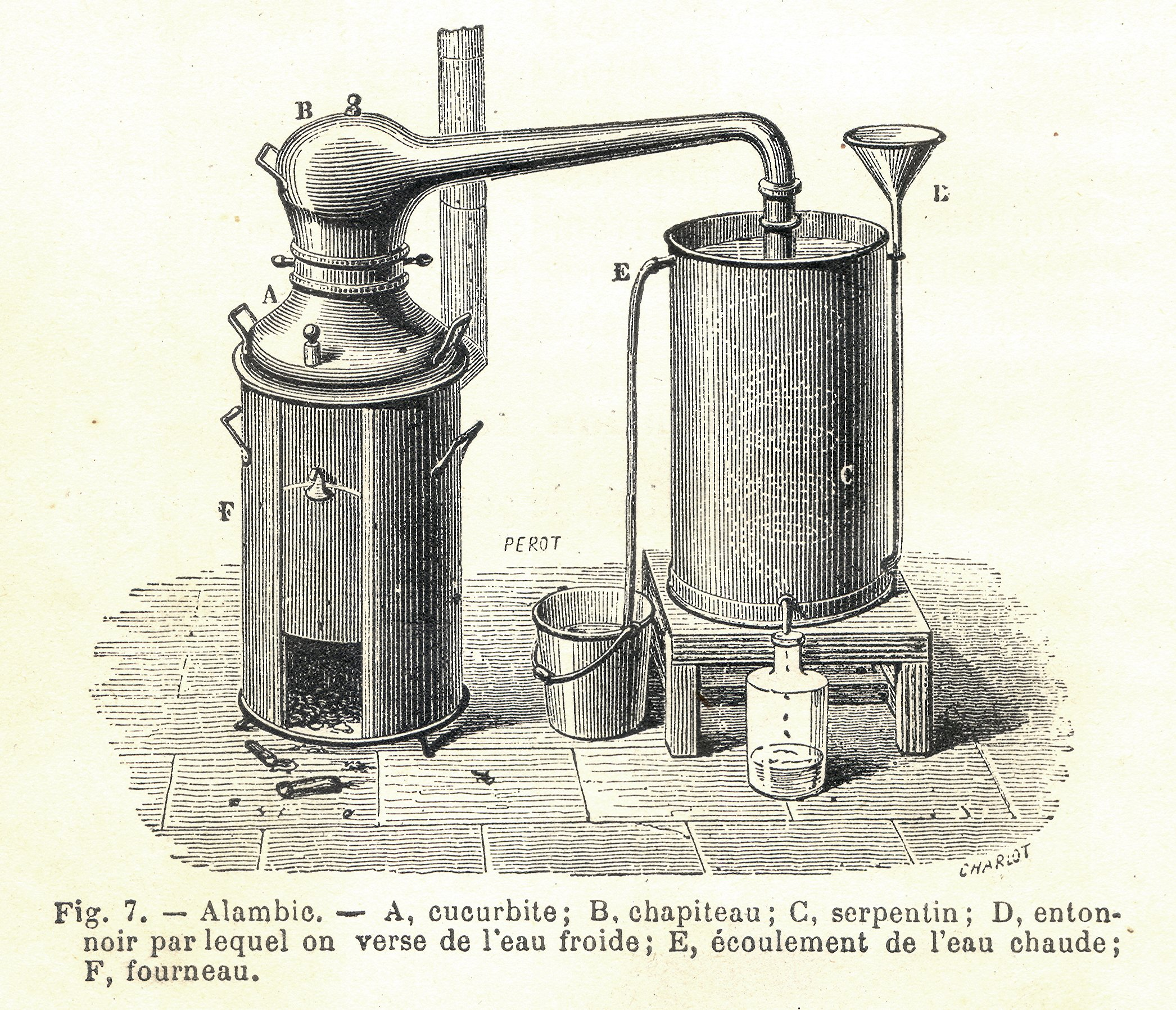
水蒸気蒸留装置アレンビック

香料植物を材料として、熱水蒸留法（水蒸留法、ハイドロ式）、水蒸気蒸留、水拡散法、低温真空蒸留法など水蒸気を利用して精油を抽出する際に、水溶性の芳香成分を含む水（芳香蒸留水）が副産物として生じるが、これがハイドロゾルと呼ばれる。精油ではなく、芳香蒸留水を得るために蒸留が行われることもある。薬学博士の井上重治は、ハイドロゾルという言葉は、旧フランス薬局方で、精油ではなく芳香蒸留水を得る目的で水蒸気蒸留した場合に利用されていたようであると述べている。ハイドレート（英：hydrolate）、イドロラ（フランス語）、ハーバル・ディスティレート（英：Herbal distillates）、ハーバルウォーター（英：herbal water）、フローラルウォーター（英：floral water）、エッセンシャルウォーター（英：essential water）とも呼ばれ、日本語では芳香蒸留水と呼ばれる。日本では西洋医学の導入で蘭方で治療に利用されたと考えられており、福沢諭吉は明治元年（1867年）の科学入門書『訓蒙窮理図解』で、蒸気や蒸留について詳細に解説しており、芳香蒸留水（薔薇水）を｢花の露」と呼んでいる。
疎水性のテルペン類より、水溶性の酸化物が占める割合がかなり多く、精油の微粒子が混入している場合もあるが、ごく微量であるため香りは精油と異なる。
水蒸気を用いた蒸留によるバラ水の製造は、8世紀終わりから9世紀初頭にアラビアで成立したといわれ、医療・美容に利用されてきた。17世紀以降花以外の原料を用いた芳香蒸留水も製造され、最盛期は18世紀であったと言われるが、次第に医療における重要度は低下した。フランス薬局方には1837年時点で42種類が収録されていたが、1965年にはすべてが削除された。近年乳幼児や動物への精油使用の危険性が認識されるにつれ、刺激が少ないアロマ製品として再び注目されて売り出されるようになり、アロマテラピーでも使用されるようになってきている。精油製造業者・販売業者、化粧品メーカー、手作り化粧品材料店などが、化粧品材料として、また化粧水として販売している。バラ水などは、飲料としても伝統的に利用されている。
輸送費が高くつくため、大部分は廃液として捨てられている。水に微量の芳香成分や油分などが含まれるため、開封後だけでなく製造中も、微生物汚染が非常に起こりやすい。大規模な工場の「閉鎖回路」を持つ装置で蒸留する場合は、大気による汚染の危険性は低く蒸留時の熱で殺菌されるため、生産当初は細菌による汚染がない。ただし、装置を開けて以後は汚染の可能性がある。閉鎖回路のない蒸留装置では汚染の危険が大きい。対策として、殺菌処理やフィルターを使って安全性を高める作業が行われる。ボトル入り飲用ハイドロゾルを検査したところ、その3分の1以上でクリプトスポリジウムやジアルジアなどの原虫、シストが検出されている。アロマテラピー用のハイドロゾルにも同様の可能性がある。
界面活性剤で精油を水に溶かしたり、ハーブを煎じて濾した偽物がハイドロゾルとして販売される例もある。収率が低く非常に高価なバラ油は、ハイドロゾル中の精油成分も有機溶剤抽出法で回収されることが多く、バラの香りは合成で高度に再現する技術が確立しているため、バラ水は最も多く偽和が行われている。
ハイドロゾルの値段はばらつきがあるが、バラやネロリ（オレンジの花）、メリッサなどは精油が高価でも、蒸留水は比較的手ごろな価格で入手できる。柑橘類の精油は圧搾法で抽出され、水蒸気蒸留が行われることはほとんどないため、柑橘系のハイドロゾルはほぼ入手できない。香料の抽出が溶剤を使って行われるジャスミンなどの花も、ハイドロゾルは入手不可能である。アロマテラピー用・化粧品基材用ハイドロゾルは、大規模な会社では防腐剤が添加されているが、アロマテラピーでは低刺激を売りにしているため、防腐剤を添加しない製品も少なくない。化粧品やアロマテラピー用のハイドロゾルでは、フェノキシエタノールが防腐剤に利用されることが多いようである。

### 種類
- バラ水（薔薇水、ローズウォーター）
- オレンジ花水（オレンジフラワーウォーター）
- ラベンダー水（ラベンダーウォーター）
- カモミール水（カミツレ水、カモミールウォーター）
- メリッサ水（メリッサウォーター）
- ローズマリー水（ローズマリーウォーター）

など様々な種類がある。